# Macário de Antioquia
Macário de Antioquia foi o patriarca grego ortodoxo de Antioquia entre 656 até a sua deposição, em 681 d.C. Seu título parece ter sido apenas honorário, pois seu patriarcado coincide com o domínio muçulmano e ele morava em Constantinopla na época. Nada se sabe dele antes do Terceiro Concílio de Constantinopla, que o depôs por conta de sua crença no monotelismo. Logo em seguida, ele novamente desaparece, aparentemente se refugiando num mosteiro, em Roma. 
Ainda assim, ele aparece na história da Igreja por ter causado a anatemização (condenação) do papa Honório I.

## Vida e obras
Na primeira sessão do concílio, os legados romanos fizeram um discurso no qual eles descreveram quatro sucessivos patriarcas de Constantinopla e outros como tendo "perturbado a paz mundial por suas novas e heterodoxas expressões", se referindo claramente ao monotelismo. Macário respondeu "Não publicamos novas expressões, mas afirmamos as que recebemos dos sínodos, santos e ecumênicos, e dos nossos padres sagrados". 
Nesta sessão e na seguinte, Macário não conseguiu encontrar quaisquer referências ao monotelismo numa passagem de Cirilo de Alexandria ou noutra de Leão I. Na terceira sessão, diversos documentos, que ele alegava terem sido publicados por Menas e pelo papa Vigílio, se mostraram ser falsificações, sorrateiramente introduzidas entre os atos do Segundo Concílio de Constantinopla. Na quinta e na sexta sessões, ele e seus seguidores mostraram três volumes de testemunhos patrísticos que foram selados para posterior exame. Na oitava, ele leu a sua Echthesis ("profissão de fé"), na qual ele apelava para a autoridade de Honório em favor do monotelismo. Em resposta às questões que lhe foram feitas pelo imperador, ele declarou que preferia ser "cortado em pedaços e atirado ao mar" do que admitir a doutrina do ditelismo - que afirmava que Jesus tinha duas vontades, a divina e a humana. Nesta mesma sessão e na seguinte, os testemunhos dos padres da Igreja se mostraram irremediavelmente corrompidos. Ele foi formalmente deposto ao final da nona sessão.
Mesmo com seu caso encerrado, Macário deixou o concílio com outras ideias. Os legados papais demonstraram que queriam ver o monotelismo exterminado de uma vez por todas e, assim, quando, na décima-primeira sessão, o imperador questionou se havia mais algum assunto a ser tratado, eles responderam que ainda havia alguns escritos apresentados por Macário e por um de seus discípulos que ainda aguardavam exame. Entre estes documentos estava a primeira carta de Honório a Sérgio I de Constantinopla. Os legados, aparentemente sem relutar um segundo, aceitaram a necessidade de condenar Honório. É possível que eles acreditassem que qualquer outra ação pudesse deixar margem para um renascimento da doutrina do monotelismo. Sua conduta neste sentido é ainda mais notável por que o Terceiro Concílio agiu assumindo que as definições doutrinárias do pontífice romano eram irreformáveis. 
Ao final do concílio, Macário e cinco outros foram enviados à Roma para se verem com o papa, algo que foi solicitado pelo concílio e não, como Hefele faz parecer, a pedido de Macário ou dos demais. Macário e três outros que mantiveram suas crenças foram confinados em diferentes mosteiros (veja Liber Pontificalis, Leão II). 
Posteriormente, o papa Bento II tentou por 30 dias persuadir Macário a abjurar sua fé, um ato citado na primeira sessão do Segundo Concílio de Niceia como um precedente para a restauração de bispos que haviam incorrido em erro. Barônio nos dá motivos para supor que o objetivo de Bento teria sido restaurar Macário à sua dignidade patriarcal quando o seus sucessor morrera (Annales, ann. 685).

## Echthesis
A profissão de fé na Eucaristia, nesta "Echthesis" é, talvez, a mais antiga versão de uma referência à esta doutrina num credo formal. Para Macário, a Eucaristia era um argumento fundamental contra o nestorianismo. O corpo e o sangue na Eucaristia não seriam apenas corpo e sangue, argumentava ele, por como poderiam sê-lo se eram portadores da vida? Ele argumentava que eram portadores da vida por serem o próprio corpo e sangue do Verbo, que sendo Deus, eram a natureza da vida. Macário desenvolveu este argumento de uma forma que mostra o quão obscura era a linha que separava a doutrina monotelita da monofisista.